# پوتنشتاین، اتریش
پوتنشتاین (به آلمانی: Pottenstein) یک منطقهٔ مسکونی در اتریش است که در ناحیه بادن واقع شده‌است. پوتنشتاین ۲٬۹۴۵ نفر جمعیت دارد.